# Trop chaud pour les jeans
Pour plus de détails, voir Fiche technique et Distribution.
Trop chaud pour les jeans (Popcorn und Himbeereis) est une comédie érotique ouest-allemande réalisée par Franz Josef Gottlieb et sortie en 1978.

## Synopsis
Vivi est une petite employée du magasin de meubles « kika ». Un jour, elle reçoit l'ordre d'apporter à la banque la recette du jour, qui s'élève à 17 000 deutsche Marks. Elle traverse Munich à vélo jusqu'à la banque, où elle rencontre son amie Bea. Celle-ci veut la décharger de ce travail, car le café d'en face est occupé par le petit ami de Vivi, qu'elle pourrait bien larguer à cette occasion, s'il n'y avait pas ce dépôt important. C'est ainsi que Bea, qui n'est pas très fiable, reçoit le sac jaune contenant la grosse somme d'argent. Elle est sur le point d'entrer dans la banque lorsque son amant Bob arrive dans une Volkswagen Coccinelle jaune coing décapotable en klaxonnant furieusement. Bea ne se soucie plus du dépôt et saute sans hésiter dans la voiture de Bob avec la recette du jour. Celui-ci est magasinier de profession dans ce même magasin de meubles, dont le chef benjamin Bobby Hanssen a pris le jour même la direction par intérim, tandis que le vrai patron, le vieux Hanssen, profite des deux semaines de vacances de l'entreprise pour prendre des congés. Avant cela, il doit encore rassurer par téléphone une cliente en colère, la femme de l'hôtelier Margot Zavattini, dont la livraison de lits commandée ne serait pas arrivée.
Bea, aussi blonde qu'un peu simple d'esprit, pense que son mec Bob est le fils du propriétaire du magasin de meubles. Alors qu'ils s'apprêtent à faire l'amour dans l'entrepôt de meubles, Bob jette négligemment le sac contenant l'argent de l'entreprise, qui disparaît dans la fente du lit. Les deux jeunes gens veulent maintenant faire l'amour précisément dans les lits que Mme Zavattini avait demandé avec colère de livrer. Pendant ce temps, le véritable chef benjamin est obligé de livrer personnellement les lits nécessaires à l'hôtel Zavattini au Wörthersee. Bobby Hanssen charge les lits dans une camionnette du magasin de meubles et commence son voyage en direction de Velden, au bord du Wörthersee. Lorsque Vivi apprend ce qui s'est passé, elle se précipite au dépôt de lits avec Bea et son amant, mais tout est déjà en route pour l'Autriche. Vivi et Bea se rendent également à Velden et font la connaissance de Jonny, le gros célibataire permanent, pendant le voyage en train. Celui-ci est censé occuper un poste de disc-jockey à l'hôtel Zavattini, mais en réalité, il n'obtient qu'un boulot de serveur intérimaire qu'il accomplit avec la plus grande maladresse possible. Bientôt, les confusions s'enchaînent et les jeunes filles bien faites perdent régulièrement leurs vêtements les unes après les autres ou ne les mettent même pas. Jonny poursuit les deux jolies filles du train, Madame Zavattini s'amuse avec Otto Bronsky, un client de l'hôtel berlinois et rapace, et l'hôtelier Alexander Zavattini se laisse volontiers séduire par Yvonne, une nymphomane qui l'entreprend dans le plus simple appareil. Quant à Pamela, la femme de chambre, elle a des vues sur le corpulent Jonny qui, bien qu'ils s'accordent parfaitement, n'en veut pas vraiment. Enfin, le véritable chef benjamin Bobby fait son apparition à l'hôtel et tombe immédiatement sous le charme de Vivi qui, bien qu'ils aient le même employeur, ne l'a encore jamais rencontré et ne le reconnaît donc pas. Lors de leur première rencontre, elle le prend pour un chauffeur de camion et un livreur de meubles.
Vivi raconte maintenant à Bobby sa mésaventure, l'argent disparu et sa peur que son patron, le vieux Hanssen, dont elle a le fils devant elle sans le savoir, ne la mette à la porte. La dernière possibilité, où le lit avec l'argent aurait pu rester, est un couvent de religieuses situé à proximité. Vivi et Jonny s'y rendent immédiatement et y pénètrent déguisés en nonnes. Bobby les suit et revêt lui aussi l'habit d'une religieuse. Pendant ce temps, Bob, l'ami de Bea, arrive lui aussi à Velden. Comme ils n'ont pas trouvé de lit au couvent, il ne reste plus que l'hôpital de Klagenfurt. Bobby et Vivi, qui sont entre-temps tombés amoureux, se précipitent à l'hôpital et fouillent chaque chambre d'hôpital. Dans l'une d'elles se trouve un vieil homme gravement malade qui tient un sac jaune à la main, pris de convulsions. Ils le lui enlèvent. Pensant avoir enfin trouvé l'argent, les amis se précipitent hors de l'hôpital et constatent que le vieil homme n'a caché dans le sac qu'une saucisse fumée, son casse-croûte secret. Peu après, le malade trouve un deuxième sachet jaune, caché dans la fente du lit. Cette fois, c'est bien celui qui contient les 17 000 deutsche Marks. Le vieil homme, gravement malade, pourrait utiliser cet argent pour une opération dont il a besoin d'urgence et qui semble maintenant pouvoir être financée. Bien que Vivi risque de perdre son emploi et pire encore, elle décide de laisser l'argent au vieil homme lorsqu'elle lit la découverte de l'argent (et de ses antécédents médicaux) dans le journal. Bobby est très impressionné. Il se présente à Vivi comme le chef benjamin de l'entreprise de meubles kika, son employeur. Lorsque le vieux Hanssen se présente également à Velden, le faux chef benjamin Bob Fischer, qui n'est en fait qu'un magasinier, doit avouer sa vantardise à son amie Bea. Mais celle-ci le soutient, et Bobby Hanssen et Vivi forment enfin un couple.

## Fiche technique
- Titre français : Trop chaud pour les jeans[1]
- Titre original : Popcorn und Himbeereis[2],[3]
- Réalisation : Franz Josef Gottlieb
- Scénario : Erich Tomek (de) (sous le nom de « Florian Burg »)
- Photographie : Vlada Majic (sous le nom de « B. Later »)
- Montage : Gisela Haller (it), Georgia v. Pawelsz
- Musique : Gerhard Heinz (de)
- Costumes : Ferdinand Zimmermann
- Production : Karl Spiehs
- Studio de production : Lisa-Film, Barthonia Film
- Pays de production :  Allemagne de l'Ouest
- Langue originale : allemand
- Format : couleurs - Son mono - 35 mm
- Genre : comédie érotique
- Durée : 91 minutes
- Dates de sortie :
  - Allemagne de l'Ouest : 27 octobre 1978
  - France : 1983

## Distribution
- Benny Schnier (sous le nom de « Benny ») : Bobby Hanssen
- Olivia Pascal : Vivi Berger
- Zachi Noy : Jonny
- Gesa Thoma (sous le nom de « Gesa Garbor ») : Bea
- Alexander Grill : Alexandre Zavattini
- Bea Fiedler : Sandra, la policière
- Karl-Heinz Maslo : Bob Fischer
- Margarethe Kuske : Margot Zavattini
- Walter Kraus : Otto Bronsky
- Ursula Buchfellner : Yvonne
- Erwin Neuwirth : Rolf
- Christine Zierl (sous le nom de « Christine Gianna ») : Pamela
- Rosl Mayr : Rosl
- Hermann Killmeyer : Fredy
- Otto Retzer (sous le nom d' « Otto Prem ») : Otto
- Herbert Fux : Pasteur

## Production
Le tournage de Trop chaud pour les jeans a duré 22 jours et s'est déroulé du 10 août au 14 septembre 1978 à Pörtschach, Velden et ses environs ainsi qu'à Munich. Le film a été terminé le 9 octobre 1978 et Trop chaud pour les jeans a été projeté pour la première fois le 27 octobre 1978 dans quatre cinémas allemands à Stuttgart, Passau, Lippstadt et Traunstein.